# General Slocum
La PS General Slocum fu una nave a vapore mossa da ruote a pale, costruita a Brooklyn nel 1891. La General Slocum prese il nome dall'ufficiale dell'esercito della Guerra di secessione americana e successivamente membro del Congresso Henry Warner Slocum. Prestò servizio nella zona di New York per tredici anni come imbarcazione da diporto e dedicata a gite ed escursioni, sempre con lo stesso proprietario. Durante tale periodo venne coinvolta in numerosi incidenti tra cui varie collisioni ed arenamenti.
Il 15 giugno 1904 la General Slocum bruciò in un incendio nelle acque dell'East River a New York. Al momento dell'incidente era stata noleggiata per portare i membri della chiesa luterana evangelica di S. Marco (tedesco-americani che vivevano a Little Germany a Manhattan) a partecipare a un picnic organizzato dalla chiesa. Si stima che delle 1.342 a bordo 1.021 persero la vita. Il disastro della General Slocum fu il peggiore accaduto, in termini di perdita di vite umane, nella zona di New York fino agli attentati dell'11 settembre 2001.
La vicenda dell'incendio della General Slocum nel corso degli anni è stata raccontata in numerosi libri, drammi e film.

## Costruzione
La General Slocum venne costruita da Divine Burtis, Jr., un costruttore navale di Brooklyn, che ottenne la commessa il 15 febbraio 1891.
La chiglia era lunga 72 metri, mentre lo scafo, realizzato con legno di quercia bianca e pino giallo, era largo 11,4 metri. La Slocum disponeva di tre ponti, di tre compartimenti stagni e di 250 lampadine elettriche.
Era equipaggiata con tre motori costruiti dalla W. & A. Fletcher Company di Hoboken, in New Jersey. Le sue due ruote avevano 26 pale ciascuna ed un diametro di 9.4 metri. Generalmente veniva manovrata da un equipaggio di 22 persone, compresi il capitano William H. Van Schaick e due piloti.

## Storia dell'imbarcazione

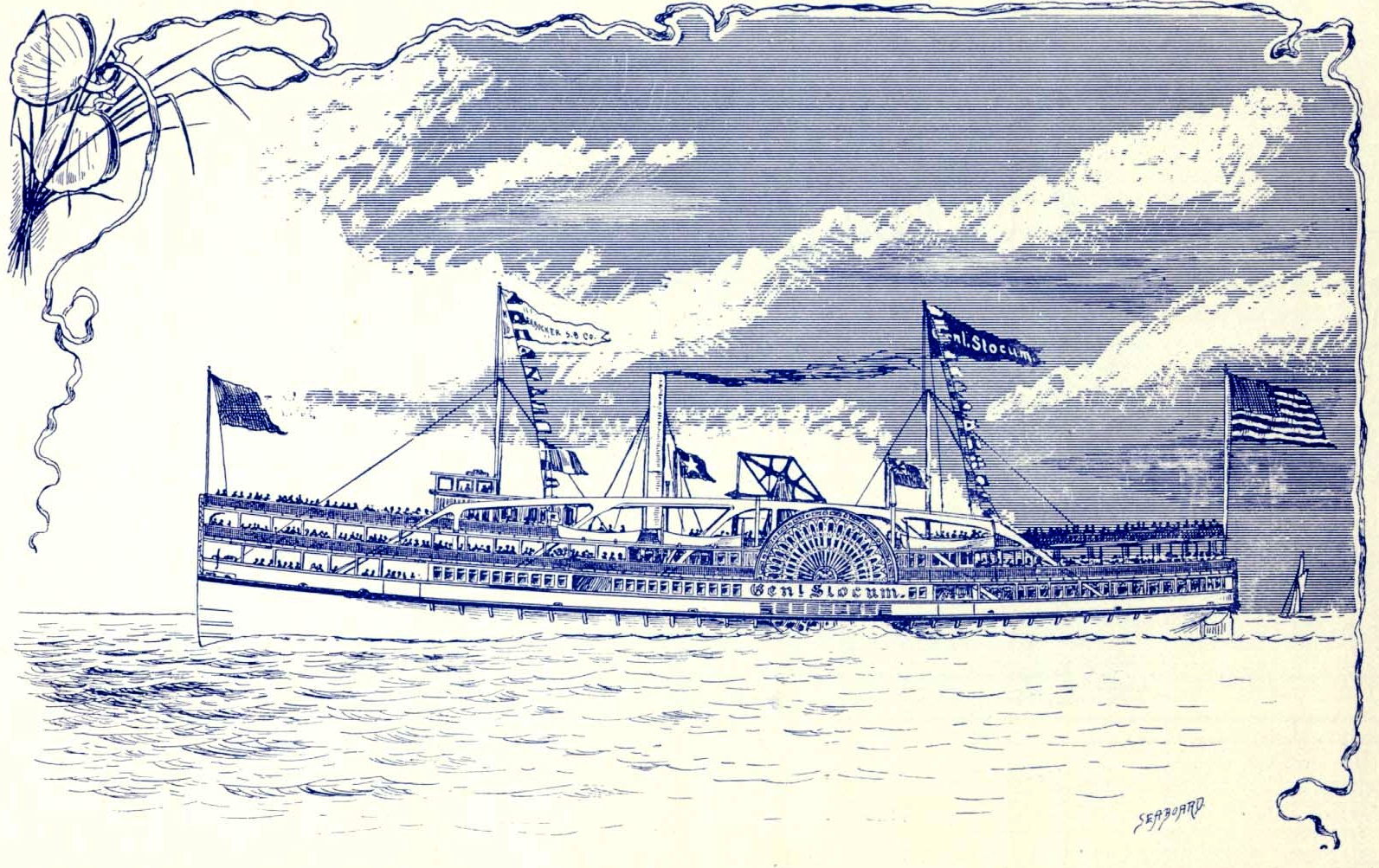
Disegno della General Slocum di Samuel Ward Stanton.

La General Slocum, dopo il varo del 1891, ebbe diversi guai. Quattro mesi dopo il varo si incagliò al largo del Rockaway Inlet e si dovettero usare dei rimorchiatori per liberarla. Nel 1894 successero diversi incidenti. Il 29 luglio, mentre tornava da Rockway con a bordo circa 4.700 passeggeri, urtò una secca con tale forza da mettere fuori uso il generatore elettrico. Il mese successivo si arenò nuovamente davanti a Coney Island durante una tempesta e i passeggeri dovettero essere trasbordati su di un'altra nave. A settembre la Slocum entrò in collisione con il rimorchiatore R. T. Sayre nell'East River e riportò gravi danni al timone.
Nel luglio 1898 vi fu un'altra collisione quando la Slocum si scontrò con l'Amelia nei pressi di Battery Park. Il 17 agosto 1901, mentre trasportava quelli che furono descritti come 900 estremisti anarchici di Paterson, alcuni dei passeggeri diedero il via a una rivolta, tentando di prendere il controllo dell'imbarcazione. L'equipaggio però riuscì a reagire e a mantenere il comando. Il capitano attraccò il battello al molo della polizia, che arrestò 17 uomini. Nel giugno 1902 si incagliò ancora con a bordo 400 passeggeri.

### Il disastro

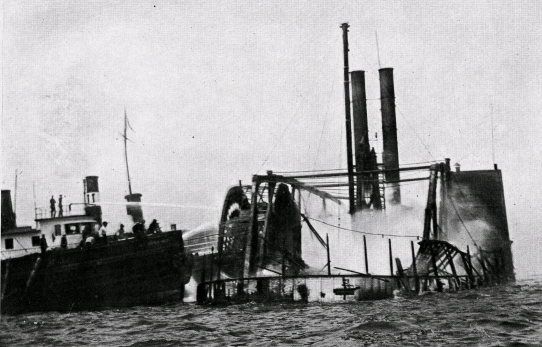
Pompieri lottano per spegnere l'incendio della General Slocum.

La General Slocum era impiegata come nave passeggeri e portava le persone a fare delle gite nei dintorni di New York. Mercoledì 15 giugno 1904 la nave venne noleggiata per 350 dollari dalla Chiesa evangelica luterana di St. Mark che si trovava a Little Germany a Manhattan. Si trattava di una sorta di tradizione per il gruppo dei fedeli, che organizzava la gita da 17 anni consecutivi, anche se ormai gli immigrati tedeschi iniziavano a andare a vivere negli Upper East e West Side. Più di 1.300 persone, soprattutto donne e bambini, si imbarcarono sulla Slocum, che avrebbe dovuto navigare sull'East River e quindi spostarsi verso est attraverso il Long Island Sound per raggiungere il luogo scelto per il picnic, Locust Grove a Eatons Neck, Long Island.
La nave partì alle nove e mezza del mattino. Mentre stava transitando a est della 90ª strada scoppiò un incendio nella sala luci, nella parte anteriore, forse causato da una sigaretta o un fiammifero spenti male, ma sicuramente alimentato dalla paglia, dagli stracci sporchi di olio e dalle lampade a olio che si trovavano nella stanza. Il primo allarme per il fuoco venne dato alle dieci; testimoni oculari sostennero che la fiammata iniziale si diffuse in vari luoghi, tra cui un deposito di vernici pieno di liquidi infiammabili e una cabina piena di benzina. Il capitano Van Schaick venne avvisato solo dieci minuti dopo che l'incendio era stato scoperto. Un ragazzo di dodici anni aveva tentato di informarlo prima ma non era stato creduto.
Nonostante il capitano fosse in ultima analisi responsabile della sicurezza dei passeggeri, non era stata fatta alcuna manutenzione agli equipaggiamenti di sicurezza della nave. Le manichette erano state lasciate marcire e si ruppero quando l'equipaggio tentò di usarle per domare il fuoco. Parimenti, l'equipaggio non aveva mai fatto un'esercitazione antincendio e i salvagente erano legati (alcuni sostengono che fossero stati legati alla nave e poi dipinti sul posto) e irraggiungibili. Dei sopravvissuti riferirono che giubbetti di salvataggio erano inutilizzabili e si ruppero loro in mano. Madri disperate misero tali giubbetti di salvataggio ai loro figli e li lanciarono in acqua per poi vedere con orrore che i bambini invece di galleggiare andavano a fondo. Molte delle persone a bordo erano donne e bambini che, come la maggior parte degli statunitensi dell'epoca, non sapevano nuotare; anche coloro che non indossarono i pessimi giubbetti di salvataggio finirono per affondare trascinati giù dai loro pesanti abiti di lana.
Si è sospettato che il produttore dei salvagente avesse messo delle barre di ferro in mezzo al sughero di cui erano fatti per raggiungere il peso minimo del prodotto richiesto all'epoca, oltre ad averli fatti con il meno efficiente sughero granulare. L'involucro di tela, marcito con gli anni, lasciò che il sughero polverizzato se ne uscisse. I responsabili della fabbrica, la Nonpareil Cork Works, furono incriminati ma non furono dichiarati colpevoli. In ogni caso i salvagente erano stati fatti nel 1891 ed erano rimasti appesi sul ponte, senza alcuna protezione dagli elementi, per tredici anni.

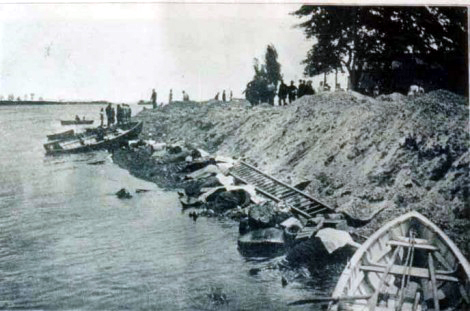
Vittime del disastro arenate sulla riva settentrionale di Brother Island.

Il capitano Van Schaick gestì male la situazione; decise di continuare la navigazione invece di condurre la nave in secca o dirigersi verso riva (in seguito Van Schaick affermò che stava cercando di impedire che il fuoco si trasmettesse agli edifici lungo la riva e ai depositi di carburante che vi si trovavano). Dirigendo la nave verso il vento invece di andare immediatamente a terra di fatto favorì lo sviluppo dell'incendio. Anche la vernice estremamente infiammabile con cui era dipinta la nave fu un fattore che contribuì a mandare il fuoco fuori controllo.
Alcuni passeggeri tentarono di lanciarsi nel fiume ma i vestiti delle donne rendevano loro praticamente impossibile il nuoto. Molti morirono quando i ponti della nave, sovraccarica, collassarono; altri vennero maciullati dalle pale che continuavano a girare mentre tentavano di lanciarsi fuoribordo.
Quando la General Slocum si spiaggiò sulla North Brother Island appena oltre la riva del Bronx, si stima che fossero ormai morte 1.021 persone e solo 321 erano i superstiti. Solo due dei membri dell'equipaggio persero la vita. Il capitano perse la vista da un occhio a causa del fuoco. Le cronache dicono che Van Schaick abbandonò la Slocum non appena giunta a terra, saltando su un rimorchiatore vicino insieme a molti membri dell'equipaggio. Alcuni dissero che la sua uniforme era appena gualcita, ma secondo altri invece era gravemente ferito. Venne ricoverato al Bronx-Lebanon Hospital Center.
Tra i passeggeri, i testimoni e le squadre di soccorso si registrarono molti atti di eroismo. Il personale e i pazienti dell'ospedale di North Brother Island parteciparono ai soccorsi formando catene umane per riuscire a tirare le vittime fuori dall'acqua.

### Ultimi tempi e affondamento
Del General Slocum non erano rimasti che la sovrastruttura contorta e annerita dalle fiamme e la carena. Portato in un cantiere navale del New Jersey, si provvide a rimuovere i rottami e a trasformare la carena in una chiatta, ribattezzata in seguito Maryland.
Un po' di tempo più tardi il rimorchiatore Gestimaine, al comando di Tebo Mallick, stava rimorchiando la Maryland con un carico di carbone coke al largo di Atlantic City, sempre nel New Jersey. Quel giorno il tempo non era dei migliori: la nebbia era molto fitta e il mare estremamente mosso. Quando un'onda anomala colpì la chiatta e il rimorchiatore, il comandante del Gestimaine diede ordine di tagliare il cavo che collegava le due imbarcazioni, onde evitare di affondare. L'ordine venne eseguito e la Maryland affondò poco dopo, rimanendo sott'acqua per diversi decenni. Venne ritrovata, ben ottant'anni circa dopo, da Clive Cussler e dalla sua organizzazione, la NUMA, al largo della Baia di Corson, basandosi su un rapporto del Genio che ne descriveva la demolizione mediante esplosivi per liberare quella parte del fondo marino dai rottami.

## Conseguenze

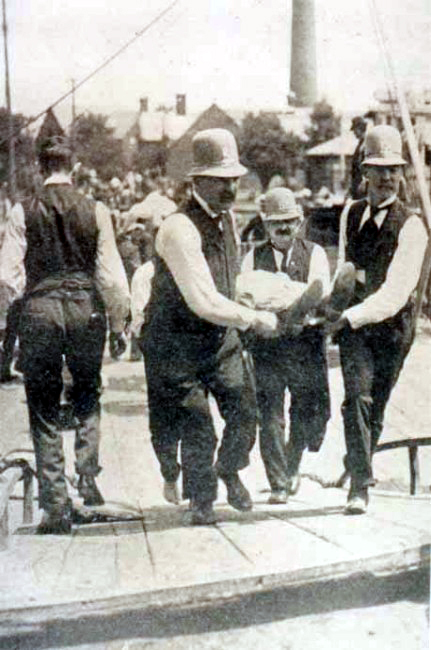
Un corpo trovato sulla riva di North Brother Island viene rimosso.

Dopo il disastro sette persone vennero incriminate da un grand jury federale: il capitano, due collaudatori, il presidente, il segretario, il tesoriere e il commodoro della Knickerbocker Steamship Company. Solo il capitano Van Schaick venne condannato. Fu riconosciuto colpevole di tre capi d'accusa: negligenza criminale, mancata esecuzione di adeguate esercitazioni antincendio e mancata manutenzione degli estintori. La giuria non raggiunse un verdetto sull'accusa di omicidio preterintenzionale. Venne condannato a dieci anni di reclusione. Trascorse tre anni e sei mesi a Sing Sing per poi essere rilasciato sulla parola per buona condotta. Il presidente Theodore Roosevelt rifiutò di perdonare Van Schaick, che fu rilasciato solo dopo che la commissione federale di giustizia votò in suo favore il 26 agosto 1911.. Ricevette il perdono presidenziale dal Presidente Taft il 19 dicembre 1912 e morì nel 1927
La Knickerbocker Steamship Company, proprietaria della nave, pagò una multa relativamente bassa nonostante ci fossero le prove che probabilmente avevano falsificato i registri dei controlli. I resti della General Slocum furono recuperati e trasformati in una chiatta che affondò in una tempesta nel 1911.
Il disastro spinse le autorità statali e federali a migliorare le norme riguardanti l'equipaggiamento di sicurezza sulle navi passeggeri.
Il quartiere di Little Germany, che già era in declino da qualche tempo prima del disastro, finì per scomparire quasi del tutto; dopo la scomparsa di così tante persone, la maggior parte dei luterani tedeschi rimasti nel Lower East Side si spostarono nei quartieri alti della città. La chiesa che aveva noleggiato la nave per la fatale escursione diventò una sinagoga.
I corpi delle vittime vennero sepolti in vari cimiteri attorno a New York, mentre le 55 vittime identificate vennero sepolte nel Cemetery of the Evergreens a Brooklyn.
Del disastro si trova menzione anche nel capolavoro di James Joyce, l’Ulisse. Nel capitolo 10 del romanzo, ambientato il 16 giugno 1904, giorno successivo all'incidente, è scritto così: «Passò oltre la tabaccheria Grogan al cui muro erano appoggiati tabelloni con le ultime notizie dei giornali dove si parlava d’una tremenda catastrofe a New York» (p. 303) e, più avanti nello stesso capitolo: «Cosa ne dice dell’esplosione alla General Slocum? Terribile, terribile! Un migliaio di vittime. E scene da spezzarti il cuore. Uomini che calpestavano donne e bambini. Scene da selvaggi. E cosa dicono delle cause? Combustione spontanea: rivelazione assolutamente scandalosa. Non hanno potuto mettere in acqua una sola imbarcazione di salvataggio e le pompe antiincendio tutte scoppiate. Quel che non capisco è come hanno fatto gli ispettori a permettere che un battello cosí… Ah, Mr Crimmins, questo è parlar chiaro! E sa perché? Hanno unto le ruote. È un fatto accertato? Altroché. Bah, pensa un po’. Poi dicono che l’America è il paese della libertà, e che qui le cose vanno male!» (p. 328) (trad. Gianni Celati).
Il 26 gennaio 2004, all'età di 100 anni, è morta l'ultima superstite del disastro della General Slocum, Adella Wotherspoon. Al momento del disastro era una bambina di soli sei mesi ed era stata la più giovane sopravvissuta di una tragedia che era costata la vita alle sue due giovani sorelline.